# مایکل کنا

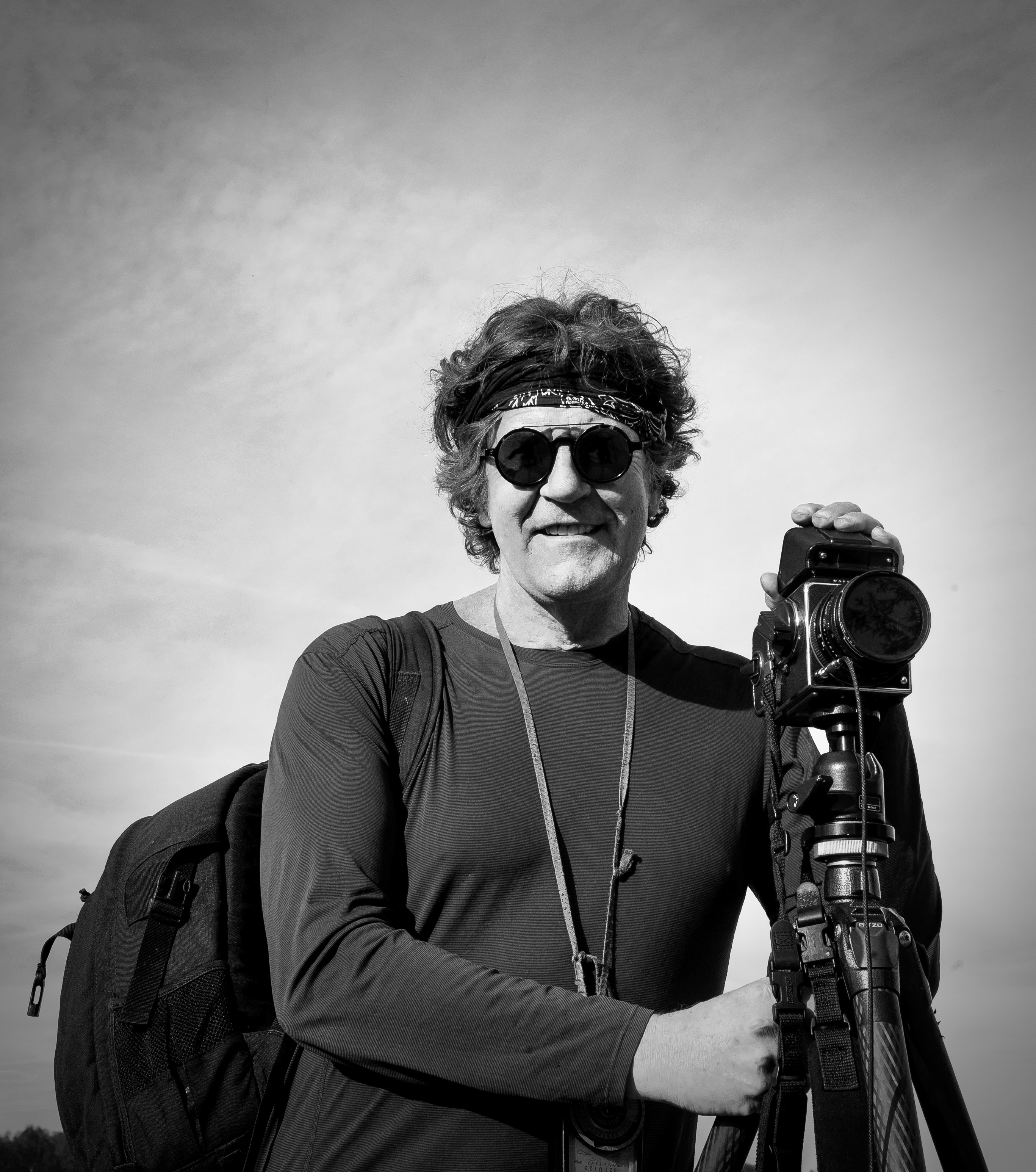
پرتره ی مایکل کنا.

مایکل کنا (به انگلیسی: Michael Kenna) عکاس شهیر انگلیسی متولد ۱۹۵۳ یکی از بهترین عکاسان سیاه و سفید مناظر و طبیعت می‌باشد. او با عکس‌های شب و طلوع‌اش که با نوردهی‌های طولانی تا ۱۰ ساعت گرفته شده مشهور است. وی در مدرسه هنر تحصیل کرده و از سال ۱۹۷۶ عکاسی تبلیغاتی را شروع و در کنار آن به گرایش مورد علاقه خود که عکاسی طبیعت بود پرداخت.

## زندگی و کار
مایکل در سال ۱۹۸۰ به سانفرانسیسکو رفت و در آنجا با روت برنارد آشنا و به عنوان معاون و چاپگر دستی برای او کار کرد. تمرکز مایکل در عکاسی طبیعت در هنگام شب و طلوع با نوردهی‌های طولانی بوده‌است. او از حدود ۱۹۸۶ بیشتر عکس‌هایش را با هاسلبلاد قطع متوسط گرفته‌است که اکثر آنها قطع مربع دارد. آثار او در بیشتر کشورهای آسیایی و اروپایی در گالری‌ها و موره‌ها به نمایش گذاشته شده‌است. مایکل در کشورهای زیادی عکاسی کرده‌است؛ که حاصل آن کتاب‌های متعددی است که از آثار او چاپ گردیده‌است. او جوایز متعددی در سال‌های ۱۹۸۱، ۱۹۸۷، ۱۹۸۹، ۱۹۹۶، ۲۰۰۰ و ۲۰۰۳ دریافت نموده‌است.